# Медаль «Щит национальной безопасности»
Медаль «Щит национальной безопасности» — ведомственная медаль Комитета национальной безопасности Республики Казахстан.

## История
Медаль была учреждена Указом Президента Республики Казахстан от 30 сентября 2011 года № 155 «О ведомственных наградах некоторых государственных органов, непосредственно подчинённых и подотчетных Президенту Республики Казахстан, правоохранительных органов, судов, Вооружённых Сил, других войск и воинских формирований». Данным Указом были внесены изменения в структуру ведомственных поощрений министерств и ведомств Республики Казахстан, существовавших ранее. Некоторые виды поощрений были ликвидированы, изменены, либо наоборот — созданы.
Указом Президента Республики Казахстан от 14 сентября 2012 года за № 377 в описание медали внесены изменения.
Медали изготавливаются на Казахстанском монетном дворе в городе Усть-Каменогорск.

## Положение
Медалью «Ұлттық қауіпсіздік қалқаны» награждаются военнослужащие органов национальной безопасности Республики Казахстан, то есть проходящие воинскую службу в непосредственно подчинённом и подотчетном Президенту Республики Казахстан специальном государственном органе, являющимся составной частью системы обеспечения безопасности Республики Казахстан, за достигнутые положительные результаты в оперативно-служебной деятельности по обеспечению национальной безопасности, добросовестное исполнение служебных обязанностей, безупречную воинскую дисциплину.
Медаль «Ұлттық қауіпсіздік қалқаны» состоит из трёх степеней:
1. медаль «Ұлттық қауіпсіздік қалқаны» I степени — для награждения за 20 лет выслуги в органах национальной безопасности Республики Казахстан;
2. медаль «Ұлттық қауіпсіздік қалқаны» II степени — для награждения за 15 лет выслуги в органах национальной безопасности Республики Казахстан;
3. медаль «Ұлттық қауіпсіздік қалқаны» III степени — для награждения за 10 лет выслуги в органах национальной безопасности Республики Казахстан.

## Описание медалей

### с 2011 по 2012 годы

#### «Ұлттық қауіпсіздік қалқаны» I степени

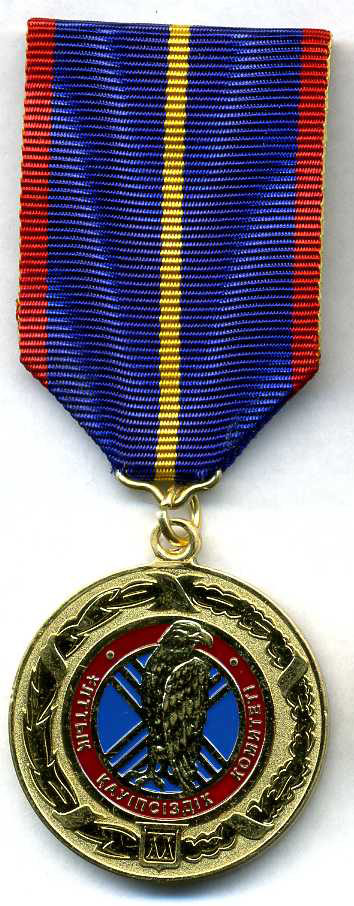
Медаль образца 2011 года

Медаль изготавливается из латуни и имеет форму круга диаметром 34 мм. На лицевой стороне медали в центре размещён национальный круглый щит с полем красного цвета (цвет эмблемы Комитета национальной безопасности) с объемно выступающим бортиком. В центре щита расположено стилизованное изображение шанырака с полем василькового цвета (цвет флага Комитета национальной безопасности). На щите, на фоне шанырака размещено объемное изображение сидящего, зорко оглядывающегося орла (символ стража государства) золотистого цвета. Между выпуклыми бортиками щита расположен текст «ҰЛТТЫҚ ҚАУІПСІЗДІК КОМИТЕТІ». По краю медали размещён сдвоенный венок из лавровой и дубовой ветви, опоясанный лентами. В нижней части венка расположен щиток с римской цифрой «XX». Рельеф медали блестящий.
На оборотной стороне медали по центру расположена надпись «ҰЛТТЫҚ ҚАУІПСІЗДІК ҚАЛҚАНЫ». Над текстом расположена римская цифра «I».
Все изображения и надписи на медали выпуклые. Края медали окаймлены бортиком.
Медаль с помощью ушка и кольца крепится к шестиугольной колодке размером 50×33 мм, обтянутой шелковой муаровой лентой василькового цвета. По краям ленты располагаются красные полосы шириной 3 мм, посередине ленты располагается жёлтая полоска шириной 2 мм. Расстояние между полосками 12,5 мм.
Медаль при помощи булавки с визорным замком крепится к одежде.

#### «Ұлттық қауіпсіздік қалқаны» II степени

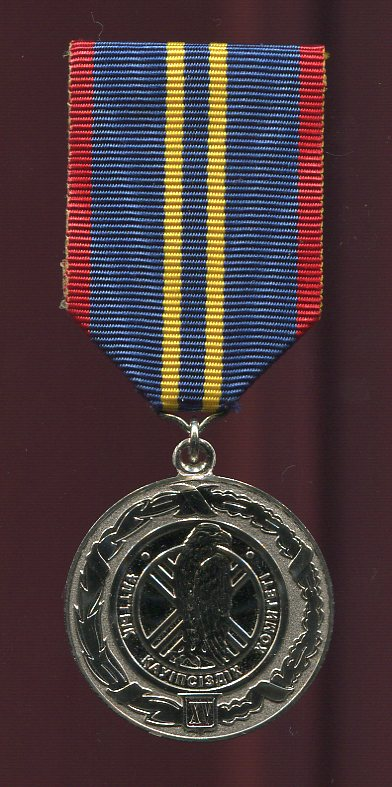
Медаль образца 2011 года

Медаль изготавливается из металла серебристого цвета и имеет форму круга диаметром 34 мм. На лицевой стороне медали в центре размещён национальный круглый щит серебристого цвета с объемно выступающим бортиком. В центре щита расположено стилизованное изображение шанырака серебристого цвета. На щите, на фоне шанырака размещено объемное изображение сидящего, зорко оглядывающегося орла (символ стража государства) серебристого цвета. Между выпуклыми бортиками щита расположена надпись «ҰЛТТЫҚ ҚАУІПСІЗДІК КОМИТЕТІ». По бокам медали размещён сдвоенный венок из лавровой и дубовой ветви, опоясанный лентами. В нижней части венка расположен щиток с римской цифрой «XV». Рельеф медали блестящий.
На оборотной стороне медали по центру расположена надпись «ҰЛТТЫҚ ҚАУІПСІЗДІК ҚАЛҚАНЫ». Над текстом расположена римская цифра «II».
Все изображения и надписи на медали выпуклые. Края медали окаймлены бортиком.
Медаль с помощью ушка и кольца крепится к шестиугольной колодке размером 50×33 мм, обтянутой шелковой муаровой лентой василькового цвета. По краям ленты располагаются красные полосы шириной 3 мм, посередине ленты с интервалом 3 мм расположены две желтые полоски шириной 2 мм. Расстояние между красными и желтыми полосками 10 мм.
Медаль при помощи булавки с визорным замком крепится к одежде.

#### «Ұлттық қауіпсіздік қалқаны» III степени

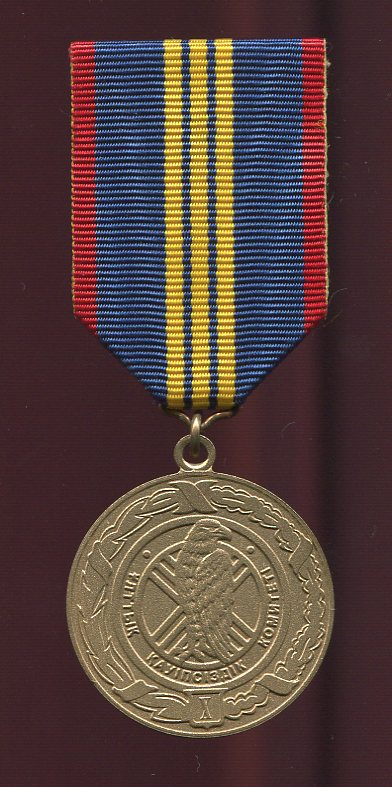
Медаль образца 2011 года

Медаль изготавливается из латуни, покрытой античной бронзой, и имеет форму круга диаметром 34 мм. На лицевой стороне медали в центре размещён национальный круглый щит с объемно выступающим бортиком. В центре щита расположено стилизованное изображение шанырака бронзового цвета. На щите, на фоне шанырака размещено объемное изображение сидящего, зорко оглядывающегося орла (символ стража государства) цвета бронзы. Между выпуклыми бортиками щита расположена надпись «ҰЛТТЫҚ ҚАУІПСІЗДІК КОМИТЕТІ». По краю медали размещён сдвоенный венок из лавровой и дубовой ветви, опоясанный лентами. В нижней части венка расположен щиток с римской цифрой «X». Рельеф медали блестящий.
На оборотной стороне медали по центру расположена надпись «ҰЛТТЫҚ ҚАУІПСІЗДІК ҚАЛҚАНЫ». Над текстом расположена римская цифра «III».
Все изображения и надписи на медали выпуклые. Края медали окаймлены бортиком.
Медаль с помощью ушка и кольца крепится к шестиугольной колодке размером 50×33 мм, обтянутой шелковой муаровой лентой василькового цвета. По краям ленты располагаются красные полосы шириной 3 мм, посередине ленты с интервалом 1 мм расположены 3 желтые полоски шириной 2 мм. Расстояние между красными и желтыми полосками 9,5 мм.
Медаль при помощи булавки с визорным замком крепится к одежде.

### с 2012 года

#### «Ұлттық қауіпсіздік қалқаны» I степени
Медаль представляет собой металлический круг золотистого (желтого) цвета диаметром 34 мм. Медаль по краю имеет выступающий бортик высотой 1 мм и шириной 1,5 мм. На лицевой стороне медали в центре размещено изображение малой эмблемы органов национальной безопасности - в виде круглого щита диаметром 20 мм  с окружностью, залитой эмалью василькового (синего)  цвета, в центре которой стилизованное изображение шанырака диаметром 14 мм золотистого (желтого) цвета на залитом эмалью фоне бирюзового (голубого) цвета. По окружности на щите нанесена надпись на государственном языке «ҰЛТТЫҚ ҚАУІПСІЗДІК КОМИТЕТІ». Надпись выполнена серебристым (белым) цветом. Рельеф на лицевой стороне медали блестящий. По левой и правой стороне от малой эмблемы медали размещен сдвоенный венок из лавровых ветвей. В верхней части венка изображена семиконечная звезда. В нижней части венка расположена лента с римской цифрой «XX». Все детали на медали выпуклые, золотистого (желтого) цвета.
На оборотной стороне медали золотистого (желтого) цвета с матированной поверхностью расположена надпись с блестящей поверхностью на государственном языке «ҰЛТТЫҚ ҚАУІПСІЗДІК ҚАЛҚАНЫ». Над текстом расположена римская цифра «I».
Медаль с помощью ушка и кольца крепится к шестиугольной колодке размером 44 х 32 мм, обтянутой шелковой муаровой лентой василькового цвета. По краям ленты располагаются красные полосы шириной 3 мм, посередине ленты располагается желтая полоска шириной 2 мм. Расстояние между полосками 12 мм.
Медаль при помощи булавки с визорным замком крепится к одежде.

#### «Ұлттық қауіпсіздік қалқаны» II степени
Медаль представляет собой металлический круг серебристого (серого) цвета диаметром 34 мм. Медаль по краю имеет выступающий бортик высотой 1 мм и шириной 1.5 мм. На лицевой стороне медали в центре размещено изображение малой эмблемы органов национальной безопасности - в виде круглого щита диаметром 20 мм с окружностью, залитой эмалью василькового (синего) цвета, в центре которой стилизованное изображение шанырака диаметром 14 мм серебристого (серого) цвета на залитом эмалью фоне бирюзового (голубого) цвета. По окружности на щите нанесена надпись на государственном языке «ҰЛТТЫҚ ҚАУІПСІЗДІК КОМИТЕТІ». Надпись выполнена серебристым (белым) цветом. Рельеф на лицевой стороне медали блестящий. По левой и правой стороне от малой эмблемы медали размещен сдвоенный венок из лавровых ветвей. В верхней части венка изображена семиконечная звезда. В нижней части венка расположена лента с римской цифрой «XV». Все детали на медали выпуклые, серебристого (серого) цвета.
На оборотной стороне медали серебристого (серого) цвета с матированной поверхностью расположена надпись с блестящей поверхностью на государственном языке «ҰЛТТЫҚ ҚАУІПСІЗДІК ҚАЛҚАНЫ». Над текстом расположена римская цифра «II».
Медаль с помощью ушка и кольца крепится к шестиугольной колодке размером 44 х 32 мм, обтянутой шелковой муаровой лентой василькового цвета. По краям ленты располагаются красные полосы шириной 3 мм, посередине ленты располагаются 2 желтые полоски шириной 2 мм. Расстояние между желтыми полосками 2 мм.
Медаль при помощи булавки с визорным замком крепится к одежде.

#### «Ұлттық қауіпсіздік қалқаны» III степени
Медаль представляет собой металлический круг бронзового (оранжевого) цвета диаметром 34 мм. Медаль по краю имеет выступающий бортик высотой 1 мм и шириной 1,5 мм. На лицевой стороне медали в центре размещено изображение малой эмблемы органов национальной безопасности в виде круглого щита диаметром 20 мм с окружностью, залитой эмалью василькового (синего) цвета, в центре которой стилизованное изображение шанырака диаметром 14 мм серебристого (серого) цвета на залитом эмалью фоне бирюзового (голубого) цвета. По окружности на щите нанесена надпись на государственном языке «ҰЛТТЫҚ ҚАУІПСІЗДІК КОМИТЕТІ». Надпись выполнена серебристым (белым) цветом. Рельеф на лицевой стороне медали блестящий. По левой и правой стороне от малой эмблемы медали размещен сдвоенный венок из лавровых ветвей. В верхней части венка изображена семиконечная звезда. В нижней части венка расположена лента с римской цифрой «X». Все детали на медали выпуклые, бронзового (оранжевого) цвета.
На оборотной стороне медали бронзового (оранжевого) цвета с матированной поверхностью расположена надпись с блестящей поверхностью на государственном языке «ҰЛТТЫҚ ҚАУІПСІЗДІК ҚАЛҚАНЫ». Над текстом расположена римская цифра «III».
Медаль с помощью ушка и кольца крепится к шестиугольной колодке размером 44 х 32 мм, обтянутой шелковой муаровой лентой василькового цвета. По краям ленты располагаются красные полосы шириной 3 мм, посередине ленты располагаются 3 желтые полоски шириной 2 мм. Расстояние между желтыми полосками 2 мм.
Медаль при помощи булавки с визорным замком крепится к одежде.»